# 里弗賽德 (密蘇里州傑佛遜縣)
里弗賽德（英語：Riveside）是位於美國密蘇里州傑佛遜縣的非建制地區。

## 歷史
里弗賽德的郵局於1890年設立，其後於1910年停運。

## 地理
里弗賽德所處的海拔為高於海平面126米（即413英呎），而該地所採用的時區為UTC-6，即北美中部時區（CST）。同時該地設有夏令時間，為UTC-6調快一小時，即UTC-5（CDT）。